# Tadeusz Majda
Tadeusz Majda (ur. 15 lipca 1946 w Nowej Wsi, zm. 19 czerwca 2013 w Łodzi) – polski malarz, grafik, scenograf teatralny, filmowy i telewizyjny, profesor Państwowej Wyższej Szkoły Filmowej, Telewizyjnej i Teatralnej im. Leona Schillera w Łodzi (PWSFTviT).

## Życiorys
Po ukończeniu Liceum Sztuk Plastycznych w Łodzi rozpoczął studia na Wydziale Filozoficzno - Historycznym Uniwersytetu Łódzkiego. W latach 1969–1975 studiował w Państwowej Wyższej Szkole Sztuk Plastycznych w Łodzi (dzisiaj Akademia Sztuk Pięknych w Łodzi) na Wydziale Grafiki. Od 1975 roku był związany z Państwową Wyższą Szkołą Filmową, Telewizyjną i Teatralną im. Leona Schillera w Łodzi, początkowo jako asystent w Zakładzie Plastyki w Pracowni Scenografii, następnie jako profesor. Wykładał również w Wyższej Szkole Sztuki i Projektowania w Łodzi i na Politechnice Łódzkiej. Był autorem lub współautorem scenografii i oprawy plastycznej do filmów takich jak Alabama Ryszarda Rydzewskiego.
Jego córką jest Paulina Majda, reżyser i scenograf filmów animowanych.
Został pochowany na cmentarzu rzymskokatolickim we wsi Brzeźnio. Pierwsza pośmiertna prezentacja prac artysty odbyła się 6 czerwca 2014 r. w Biurze Wystaw Artystycznych w Sieradzu.  

## Nagrody i wyróżnienia
Laureat licznych nagród i wyróżnień w dziedzinie malarstwa m.in. dwukrotny laureat Nagrody Prezydenta Miasta Łodzi w konkursie „Łódź – portret miasta” za najlepszy obraz olejny (1976, 1978), Nagroda Federacji Stowarzyszeń Kulturalnych w konkursie „Łódź – portret miasta” (1979), Nagroda Biura Wystaw Artystycznych w Łodzi za obraz olejny (1981), Grand Prix w ogólnopolskim konkursie z okazji 10-lecia województwa sieradzkiego (1985), wyróżnienie za zestaw prac malarskich na wystawie poplenerowej „Gdzieś w środku Polski” (1985), III nagroda w konkursie „Pejzaż Miejski” - Łódź (1987), III nagroda w ogólnopolskim konkursie malarskim „Portret Łodzi” (2003). Dwukrotny Stypendysta Ministra Kultury i Sztuki.    

## Wystawy indywidualne
1978 – Klub Międzynarodowej Prasy i Książki w Łodzi (malarstwo i rysunek) 
1980 – Galeria „Księży Młyn w Łodzi” (malarstwo) 
1980 – Galeria Bałucka w Łodzi (malarstwo)
1980 – Galeria Politechniki Łódzkiej w Łodzi (malarstwo)
1985 – Galeria Biura Wystaw Artystycznych w Sieradzu (malarstwo) 
1985 – Salon Sztuki Współczesnej w Łodzi (malarstwo) 
1991 – Muzeum Historii Miasta Łodzi (malarstwo) 
1992 – Teatr Powszechny w Łodzi (malarstwo, ilustracja)
1992 – Galeria Biura Wystaw Artystycznych w Sieradzu (malarstwo)
1993 – Galeria Nowa w Lublinie (malarstwo) 
1996 – Galeria Towarzystwa Przyjaciół Sztuk Pięknych w Lublinie (malarstwo i rysunek) 
1997 – „Kuncewiczówka” w Kazimierzu Dolnym nad Wisłą (rysunek) 
1997 – Galeria Biura Wystaw Artystycznych w Sieradzu (malarstwo i rysunek) 
1998 – Galeria Bałucka w Łodzi (malarstwo i rysunek) 
1998 – Galeria T w Łodzi (malarstwo)
1999 – Klub Międzynarodowej Prasy i Książki w Łodzi (malarstwo i rysunek)
2000 – Galeria „Dom Michalaków” w Kazimierzu Dolnym nad Wisłą (malarstwo) 
2001 – Galeria „Linia” w Łodzi (malarstwo)
2003 – Galeria „J” w Łodzi (malarstwo, rysunek)
2006 – Galeria w Hallu, Centrum Kultury i Sztuki w Kaliszu (malarstwo) 
2014 – Galeria Biura Wystaw Artystycznych w Sieradzu(malarstwo i rysunek) 

## Wystawy zbiorowe
1976 – Wystawa pokonkursowa malarstwa „Pejzaż łódzki” ,Muzeum Historii Miasta Łodzi
1977 – Salon Zimowy Plastyki. Muzeum Okręgowe w Radomiu 
1977 – „Pejzaż łódzki”. Galeria Biura Wystaw Artystycznych w Łodzi 
1976 – Portret Łodzi w malarstwie współczesnym. Salon Sztuki Współczesnej w Łodzi 
1976 – Wystawa pokonkursowa malarstwa „Pejzaż łódzki”, Muzeum Historii Miasta Łodzi. 
1978 – „Łódź – miasto pracy i tradycji ”- Ośrodek Informacji i Kultury Polskiej w Lipsku i w Berlinie
1978 – Wystawa Okręgu Łódzkiego Związku Polskich Artystów Plastyków, Ośrodek Propagandy Sztuki w Łodzi
1979 – Salon Zimowy Plastyki, Muzeum Okręgowe w Radomiu
1979 – Wystawa Okręgu Łódzkiego Związku Polskich Artystów Plastyków, Ośrodek Propagandy Sztuki w Łodzi
1979 – Wystawa pokonkursowa malarstwa „Łódź – portret miasta” Galeria BWA w Łodzi
1979 – „Łódź w malarstwie”, Galeria „G-3” w Łodzi
1980 – Wystawa pokonkursowa malarstwa „Łódź – portret miasta”, Galeria BWA w Łodzi
1981 – 35 Jubileuszowy Ogólnopolski Salon Zimowy. Muzeum Okręgowe w Radomiu
1984 – Polskie malarstwo portretowe 1944 - 1984. Galeria „Zachęta”, Warszawa. 
1984 – Wystawa poplenerowa „Gdzieś w środku Polski”, Galeria BWA w Sieradzu
1986 – I Triennale Rysunku pod patronatem Tadeusza Kulisiewicza. Biuro Wystaw Artystycznych w Kaliszu 
1986 – Contemporary Portraits from Poland – St. David’s University College, Lampeter, Wielka Brytania 
1986 – Polnische Maler im Selbstportrӓt. Ośrodek Informacji i Kultury Polskiej w Berlinie 
1986 – Contemporary Portraits from Poland. Rhyl, Library Museums and Art Centre, Rhyl, Wielka Brytania 
1986 – Współczesne Polskie Malarstwo Portretowe, Galeria BWA, Zakopane 
1986 – IV Triennale – prezentacja portretu współczesnego w Radomiu
1987 – „Łódź- Portret miasta”, BWA, Salon Sztuk Współczesnych w Łodzi 
1988 – Współczesne Polskie Malarstwo Portretowe, Miejskie Sale Wystaw Artystycznych w Myślenicach
1989 – Współczesny Polski Portret i Autoportret 1944 - 1984, Państwowe Muzeum Sztuki, Kijów
1989 – Współczesny Polski Portret i Autoportret. Państwowe Muzeum Sztuki Białoruskiej, Mińsk
1992 – Wystawa poplenerowa „Gdzieś w środku Polski”, Galeria BWA w Sieradzu
1993 – Triennale Polskiego Rysunku Współczesnego, Lubaczów
1994 – Doroczna wystawa Okręgu Łódzkiego Polskich Artystów Plastyków. Ośrodek Propagandy Sztuki w Łodzi 
1996 – Ogólnopolski plener „Gdzieś w środku Polski” – wystawa poplenerowa, Galeria BWA, Sieradz 
1997 – Łódzki Salon Jesienny ’97, Ośrodek Propagandy Sztuki w Łodzi 
2000 – Salon Wiosenny, Ośrodek Propagandy Sztuki w Łodzi 
2003 – Wystawa pokonkursowa malarstwa „Łódź Obiecana”, Galeria BWA w Łodzi
2014 – Wystawa „25 lat animacji PWSFTv i T” – Galeria BWA w Łodzi

## Prace w zbiorach
Muzeum Historii Miasta Łodzi, Zachęta Narodowa Galeria Sztuki w Warszawie, Muzeum Ziemi Wieluńskiej w Wieluniu, Galeria Biura Wystaw Artystycznych w Sieradzu, Miejska Galeria Sztuki w Łodzi , Muzeum Sztuki Współczesnej w Radomiu, Szkoła Filmowa w Łodzi, Wojewódzki Sąd Administracyjny w Łodzi, Wydział Kultury Urzędu Miasta w Łodzi, Urząd Miasta w Sieradzu oraz w zbiorach instytucji i w kolekcjach prywatnych w kraju i za granicą.

## Filmografia
1977 - "Biohazard" (reż. Janusz Kubik) 
1978 - "Ty pójdziesz górą..." (ELIZA ORZESZKOWA), reż Zygmunt Skonieczny 
1979 - "Janek" (reż. Zygmunt Lech)
1981 - "Dokumentacja 1913-1981" (reż. Ryszard Waśko) 
1984 - "Mały dekalog" (reż. Jan Jakub Kolski) 
1984 - "Lawina" (reż. Piotr Studziński) 
1984 - "Ojcostwo 1999" (reż. Gonzalez Juan Diego Caicedo) 
1984 - "Alabama" (reż. Ryszard Rydzewski)
1985 - "Tryptyk narwiański Kresowa ballada 1935" (reż. Tamara Sołoniewicz) 
1985 - "Nie zasmucę serca twego" (reż. Jan Jakub Kolski) 
1985 - "Humaniora" (reż. Gordan Dragović Ćernogorski) 
1986 - "Inna wyspa" (reż. Grażyna Kędzielawska) 
1991 - "Małe ryby, duże ryby" (reż. Jarosław Szwajda)

## Wybrane publikacje
- Mała historia sztuki, Krystyna Zwolińska, Rysunki: Tadeusz Majda. Wyd. 1, Warszawa, Wydawnictwa Szkolne i Pedagogiczne, 1995[3], ISBN 978-83-02057-07-6
- 1950-2010. 60 - lecie Kardiologii w Szpitalu im. dr. Seweryna Sterlinga oraz 1890 - 2010. 120 - lecie Szpitala pod redakcją Jarosława Drożdża i Ryszarda Jaszewskiego. Rycina umieszczona na okładce: Tadeusz Majda. Uniwersytet Medyczny w Łodzi, 2010, ISBN 978-83-61058-87-8
- Brulion Kazimierski pod redakcją Tadeusza Michalaka i Wojciecha Kiss-Orskiego, wspomnienie Ewy Braun Jak wsiąkłam w Kazimierz, rysunki: Tadeusz Majda, str. 42, lato - jesień 2019, nr 15, ISBN 978-83-953497-1-3
- Powidoki, Szkoła Filmowa w Łodzi, rozdział pt. Wyspa niezależności. Zakład Plastyki, autor: Piotr Kotlicki. W rozdziale wykorzystano jeden z obrazów autoportretów Tadeusza Majdy, Wydanie 1, Łódź 2013, ISBN 978-83-87870-68-3